# Aleksandăr Šalamanov
Aleksandăr Stefanov Šalamanov (in bulgaro Александър Стефанов Шаламанов?, traslitterato anche come Aleksandar Shalamanov; Pleven, 4 settembre 1941 – 25 ottobre 2021) è stato uno sciatore alpino, calciatore e pallavolista bulgaro.
Fu padre di Stefan, a sua volta sciatore alpino di alto livello.

## Biografia

### Carriera sciistica
Nato a Brăšljanica di Pleven, in carriera prese parte a un'edizione dei Giochi olimpici invernali, Squaw Valley 1960, dove si classificò 47º nella discesa libera, 37º nello slalom gigante e fu squalificato nello slalom speciale.

### Carriera calcistica
Sportivo versatile, Šalamanov giocò anche a calcio ai massimi livelli, militando nel CSKA Sofia (1960-1961) e nello Slavia Sofia (1961-1974), e fu eletto calciatore bulgaro dell'anno nel 1963 e nel 1966.
Rappresentò la sua Nazionale, con la quale totalizzò complessivamente 42 presenze, ai Mondiali del 1966 e del 1970.

### Carriera pallavolistica
Fu convocato per la Nazionale di pallavolo ai Giochi della XVIII Olimpiade di Tokyo 1964, anche se non ebbe mai occasione di scendere in campo.

## Palmarès

### Calcio

#### Club

##### Competizioni nazionali
- Campionato bulgaro: 1

CSKA Sofia: 1960-1961
- Coppa di Bulgaria: 4

CSKA Sofia: 1961
Slavia Sofia: 1963, 1964, 1966